# Calpocalyx dinklagei
Espèce
Synonymes
- Calpocalyx crawfordianus Mendes[1]
- Erythrophleum dinklagei Taub.[1]
- Xylia dinklagei (Taub.) Roberty[1]

Calpocalyx dinklagei est une espèce de plantes à fleurs de la famille des Fabaceae et du genre Calpocalyx. C'est un arbre présent en Afrique tropicale.
Son épithète spécifique dinklagei rend hommage au botaniste allemand Max Julius Dinklage, spécialiste de la flore africaine.

## Distribution
L'espèce a été observée au Nigeria, au Cameroun, en Guinée équatoriale, au Gabon, en république du Congo.

## Utilisation
Son bois, dur et dense, est employé comme matériau de construction. L'écorce écrasée est appliquée sur les plaies en médecine traditionnelle.